# جذام (قبيلة)
جذام قبيلة عربية، وكانت نازلة في الأقسام الجنوبية من بلاد الشام، وتبدأ أرضهم من أيلة ثم تمتد مع الساحل في صحراء حسمى حتى تبلغ ينبع. وأرضهم هي ثمودية، أي في المنطقة التي كانت لثمود في جغرافية بطليموس في القرن الثاني الميلادي. وزعم أبو عبيد البكري أن النبي شعيب منهم، وقال: «شعيب النبي عليه السلام المبعوث إلى أهل مدين أحد بني وائل بن جذام، وقال النبي ﷺ لوفد جذام: مرحبا بقوم شعيب، وأصهار موسى».
أصول جذام غير واضحة، ويرجع بعض النسابين نسب جذام إلى اليمن، ويرجعها بعض آخر إلى مضر، وآخرين إلى مدين. ومع ذلك، ربما يكون هذا قد حدث للتقرب من حلفائهم اليمنيين في سوريا. ويرى جماعة من المستشرقين أن جذام هم من بقايا النبط، أي من قدماء العرب، ولذلك جاء الخلاف في نسبهم، فنسابة اليمن خلقت نسب لهم إلى قحطان، ونسابة مضر اختلقت نسب لهم إلى نزار.

## نسب جذام
أختلف في نسب جذام على عدة أقوال هي:
- جذام من بني مدين بن إبراهيم، وهو قول كليمنت الأول ويوسابيوس القيصري وإبيفانيوس السلاميسي.[11]
- جذام بن يعفر (أعصر) بن مدين بن إبراهيم، وهو قول محمد بن السائب الكلبي والمهمندار الحمداني.[12][13]
- جذام بن عدي بن الحارث بن أدد بن زيد بن يشجب بن عريب بن مالك بن زيد بن كهلان، وهو قول وهب بن منبه ومصعب الزبيري وابن أبي خيثمة والزبير بن بكار.[14][15][16][17]
- جذام وهو عمرو بن عدي بن الحارث بن بن مُرَّة أدد بن زيد بن يشجب بن عريب بن زيد بن كهلان، وهو قول ابن الكلبي وابن حزم.[18][19]
- جذام وهو أسدة بن خزيمة بن مدركة بن إلياس بن مضر بن نزار بن معد، وهو أخو كنانة. وصاحب هذا القول روح بن زنباع، زعيم جذام بفلسطين في العصر الأموي،[20][21] وقول منسوب إلى أبو بكر الصديق.[22]
- جذام وهو عامر بن عمرو بن أسدة بن خزيمة بن مدركة بن إلياس بن مضر، وهو قول عمر بن أبي بكر المؤملي.[23]
- جذام بن الصدف بن سهل - وقيل شوال - بن عمرو بن دعمي بن زيد بن حضرموت، وهو قول اختاره ابن ماكولا والسمعاني.[24][25]
- جذام بن اراشة بن مر بن ادَّ بن طابخة بن إلياس، وهو قول بعض النسابة نقله الزمخشري.[26]

وفي أقوال نسابة العرب في نسب جذام تناقض كبير، وقد حار النسابة فتاره تنسب إلى قحطان، وتارة إلى عدنان. وذهب بعضهم إلى أن جذام من ولد مدين بن إبراهيم، واستشهدوا بما رواه عبد الله بن وهب عن عبد الله بن لهيعة أنه:« كان أبو هريرة إذا جاء الرسول الرجل، سأله ممن هو؟ فإذا قال: من جذام، قال: مرحبا بأصهار موسى وقوم شعيب». وما رواه نعيم بن حماد بسنده أن: «عيسى بن مريم إذا قتل الدجال، رجع إلى بيت المقدس فيتزوج إلى قوم شعيب ختن موسى وهم جذام».

## نسبة النبيشعيبلقبيلة جذام
روى بعض الأخباريون أمثال أبو عبيد الله البكري أن شعيب النبي المبعوث إلى أهل مدين أحد بني وائل من جذام وأصهار النبي موسى، وحكى عن النبي ﷺ أن لما قدم جذام عليه قال:«مرحبا بقوم شعيب، وأصهار موسى».

## أبرز أعلام الجذاميين في أيامالنبي محمد
- فروة بن عمرو الجذامي

كتب إليه النبي بعد إسلامه.
قال ابن الجوزي: كان فروة عاملا للروم فأسلم، وكتب إلى رسول الله بإسلامه، وبعث بذلك مع رجل من قومه، وبعث إلى النبي ببغلة بيضاء وفرس وحمار وأثواب وقباء سندس محوص بالذهب. فكتب إليه رسول الله
كتابا فيه، بعد البسملة أما بعد. فقد قدم علينا رسولك وبلغ ما أرسلت به، وخبر عما قبلكم، وأتانا بإسلامك، وان الله هداك بهداه. وأمر بلالاً فاعطى رسوله اثني عشرة أوقية فضة.
وبلغ ملك الروم إسلام فروة، فدعاه وقال له، ارجع عن دينك. قال: لا أفارق دين محمد، وإنك تعلم أن عيسى قد بشر به ولكنك تضن بملكك فقتله وصلبه.
قال ابن إسحاق: وذلك على ماء بفلسطين يقال له عفراء قال: ولما قدموا يصلبوه أنشد:
أبلغ سراة المسلمين بأنني..... سلم لربي أعظمي ومقامي
- رفاعة بن زيد الجذامي

قال ابن إسحاق: قدم رفاعة بن زيد على رسول الله في هدنة الحديبية فأسلم وحسن إسلامه، واهدى لرسول الله غلاما وكتب إليه الرسول كتابا إلى قومه، فيه بعد البسملة: هذا كتاب من رسول الله لرفاعة بن زيد: إني بعثته إلى قومه عامة ومن دخل فيهم يدعوهم إلى الله وإلى رسوله، فمن أقبل منهم ففي حزب الله وحزب رسوله ومن أدبر فله أمان إلى شهرين.
فلما قدم رفاعة إلى قومه أسلموا ثم ساروا إلى الحرة حرة الرجلاء فنزلوها.

## القبائل الجذامية التي حكمتالأندلس
- بنو هود

من ملوك الأندلس في أيام الطوائف وهم بنو هود بن عبد الله بن موسى بن سالم الجذامي.
ويقال: إنهم من ولد روح بن زنباع، وأول من ملك منهم سليمان المستعين بسرقسطة، ودام ملكهم مدة ودانوا بطاعة خلفاء بني العباس.
- بنو مردنيش

من ملوك بلنسية من الأندلس في جملة ملوك الطوائف.
قال في العبر: وأول من ملك منهم عبد الله بن سعد بن مردنيش الجذامي. وبقى الملك فيهم إلى أن غلبهم الطاغية صاحب برشلونة من الأندلس سنة اربع وأربعين وخمسمائة.

## بطون جذام في مصر والشام
وهناك رأي أنه قد دخلت قبائل جذام ولخم المسيحية وسكنوا مصر قبل الإسلام.

### البطن الأول من جذام: بنو زيدً
بنو زيد بن حرام بن جذام. ومنازلهم بلاد الشرقية من الديار المصرية وهي من أعمال بلبيس وتعرف ببلاد الحوف.
قال الحمداني: وجذام أول من سكن مصر من العرب حين جاءوا في الفتح الإسلامي مع عمرو بن العاص، واقطعوا فيها بلادا بعضها بأيديهم إلى الآن.
ثم قال: ومن إقطاعهم، هربيط وتل بسطة ونوب وام رماد وغير ذلك.
قال: وجميع أقطاع ثعلبة كان في مناشير جذام من زمن عمرو بن العاص وإنما السلطان صلاح الدين وسع لثعلبة في بلاد جذام ولذلك كان فاقوس وما حولها لهلبا سويد.
ويتفرع من هذا الفخذ خمس فصائل وهم: سويد، وبعجة، وناثل، ورفاعة، وبردعة، إلى فروع كثيرة.
فاما سويد فمن ولده: هلبا سويد وهم: بنو هلبا بن سويد.
قال الحمداني: ومنهم العطويون، والحميديون، والجابريون، والغتاورة. ويقال لهم أولاد طواح المكوس.
ومنهم أيضا: الاخيوة، وهم أولاد حمدان، ورومان، والسود.
ومن بطون الحميديين: أولاد راشد، ومنهم: البراجسة، وأولاد يبرين، والجواشنة، والعكوك، وأولاد غانم، وآل حمود، والزرقان والأساورة والحماريون
ومن أولاد راشد المقدم ذكرهم الحراقيص. والخنافيس، وأولاد جوال وآل زيد.
ومن النجابية: أولاد نجيب وبنو فصيل.
ومن ولد سويد أيضا ً: هلبا مالك، وهم بنوهلبا بن مالك بن سويد، ومنهم الحسنيون وهم أولاد الحسن، والغوارنة، وهم بنو الغور بن أبي بكر بن موهوب ابن عبيد بن مالك بن سويد.
ومنهم: العقيليون، وهم بنو عقيل بن قرة بن موهوب بن عبيد بن مالك بن سويد، وهم بيت الإمرة، وكانت الإمرة فيهم في نجم بن إبراهيم بن مسلم بن يوسف بن واقد بن غدير.
ومنهم من امر بالبوق والعلم، وهو أبو راشد بن حبشي بن نجم، ودحية، ونابت ابنا هاني بن حوط بن نجم.
ومن هلبا مالك: معبد بن منازل، وقد أقطع منى بني خثعم وأمر واقتنى عدداً من المماليك والترك والروم وغيرهم. وبلغ من الملك الصالح نجم الدين أيوب منزلة، ثم حصل عند الملك المعز بن أيبك التركماني على الدرجات الرفيعة، وقدمه عل عرب الديار المصرية، ولم يزل على ذلك حتى قتله غلمانه فجعل الملك المعز أبنيه: سلمى، ودغش، مكانه في الإمرة فكانا له نعم الخلف، ثم قدم دغش دمشق فأمره صاحبها الملك الناصر ببوق وعلم، وأمر الملك المعز أخاه كذلك، فابى حتى يؤمر مفرج بن سالم بن راضي مثله، ثم امر مزروع بن نجم كذلك في جماعة كثيرة من جذام وثعلبة.
ومن مالك بن سويد: بنو رديني بن زياد بن حسين بن مسعود بن مالك.
وقال الحمداني: ومنهم أولاد جياش بن عمران، ولهم تل محمد.
ومن ولد سويد أيضاً: بنو الوليد، وهم بنو الوليد بن سويد.
ويقال ان من ولده: طريف بن مكنون الملقب زين الدولة.
قال الحمداني : كان من اكرم العرب، وأنه كان في مضيفته أيام الغلاء اثنا عشر ألفاً يأكلون عنده كل يوم، وكان يهشم لهم الثريد في المراكب، وبطريف هذا تعرف : نوب طريف من بلاد الشرقية.ومن عقبه : فضل بن شمخ بن كمونة، وإبراهيم بن عالي، وامر كل منهما بالبوق والعلم. وعد الحمداني من أخلاف بني الوليد : الربيعيين، والخليفيين، والحصينيين
ومنهم أولاد شريف النجابين. ويقال إن لهم نسباً في قريش في بني عبد المناف بن قصي.
ومن بني الوليد : الحيادرة، وهم بنو حيدرة بن معروف بن حبيب بن سويد وهم طائفة كثيرة.
ومنهم أيضا ً : بنو عمارة وهم : بنو عمارة بن الوليد.
قال الحمداني : وفيهم عدد ولهم البيرمون من أعمال الدقهلية.
ومنهم الحييون وهم بنو حية بن راشد بن الوليد، وأولاد منازل، وكان منهم معبد بن منازل. أمر ببوق وعلم.
واما بعجة، فمن ولده : هلبا بعجة وهم : بنوهلبا بن بعجة بن زيد بن سويد وكان لبعجة من الولد : رداد، ومنظور، وناثل، ونجاد. ومن هلبا هؤلاء : مفرج بن سالم ابن راضي : المقدم ذكر تأميره مع تأمير سلمى بن معبد. ثم خلفه على إمته ابنه حسان ابن مفرج.
ومن هلبا بعجة : أولاد الهريم، ومن بني غياث بن عصمة بن نجاد بن هلبا بعجة.
ومنهم أيضاً : الجواشنة وهم : بنو جوشن بن منظور بن بعجة وهو صاحب السراة، المضروب به المثل في الكرم والشجاعة.
ومنهم الغوثية وكانوا في عداد رداد بن بعجة., وأما ناثل فله البئر المعروفة ببئر نائل على رأس السراة. ومن عقبه : مهنا بن علوان بن زبير بن حبيب بن نائل، وكان جوادا كريما، طرقته مرة ضيوف في شتاء ولم يكن عنده حطب يوقده لطعام يصنعه لهم فاوقد احمالا من بر كانت عنده وكان له كفر برسوط بنواحي مرصفا من الشرقية.
وأما بردعة ورفاعة فالظاهر ان بنيهم اندرجوا في غخوتهم الثلاثة المقدم ذكرهم.

### البطن الثاني من جذام: بنو مجربة
وهم بنو مجربة بن حرام بن جذام، وهو أخو زيد بن حرام المقدم ذكره. وقيل : ابنه. واسم أمه أمية : وقيل : ميه.: وقيل : هو وزيد ابنا الضبيب. وقيل الضبيب أبو امية المذكور.
ومن بني مجربة هؤلاء : رفاعة بن زيد الجذامي، أحد بني روح، وفد على النبي وعقد له على قومه، فتوجه إليهم فأسلموا على يديه ووهب لرسول الله ((مدعما)) العبد صاحب الشملة التي ورد فيها الحديث.
ومن بني مجربة هؤلاء : الشواكرة.
قال الحمداني : ولهم شنبارة بني خصيب. قال وإليهم يرجع أولاد العجار، أولاد الحاج في زمن صلاح الدين وهلم جرا إلى الآن.
قال : وفي عقبه هؤلاء عدد يعرفون به، ثم قال : وفي الحجاز فرقة منهم.

### البطن الثالث من جذام: بنو سعد
قال احمداني: وقد اجتمع بمصر خمس سعود من جذام واختلط بعضهم ببعض.
- - أحدهما : بنو سعد بن إياس بن حرام بن جذام.
  - والثاني : سعد بن مالك بن زيد بن أفصى بن سعد بن إياس بن حرام بن جذام، وإليه ينسب أكثر السعديين.
  - والثالث : سعد بن مالك بن حرام بن جذام.
  - والرابع : سعد بن أبامة بن عبيس بن غطفان بن سعد بن مالك بن حرام ابن جذام.
  - والخامس : سعد بن مالك بن افصى بن سعد بن إياس بن حرام بن جذام.

قال : وأكثرهم مشايخ البلاد وخفرائها، ولهم مزارع ومآكل، وفسادهم كثير، وفيهم عشائر كثيرة ومنهم : شاش، وجوشن، وعلان، وفزارة. ولهم من تل طنبول إلى نوب طريف ومنها :
دقدوس، ودمريط، وليلة، وبرهمتوش.
بل قد ذكر الحمداني أن ديارهم من ضواحي القاهرة إلى أطراف الشرقية.
ومن مقدميهم : أولاد فضل والسلاحمة، وسكنهم من منية غمر _ بالغين المعجمة _ إلى ريفها.
ومنهم شاور السعدي وزير العضدي آخر خلفاء الفاطميين بمصر.
ويقال : إن من عصب بني شاور كبار منية غمر وخفرائها، إلا أن ((ابن خلكان))ذكر أن شاوراً من سعد حليمة ظئر النبي.
ومن بني سعد هؤلاء : بنو عبد الظاهر، كتاب ديوان الإنشاء.
قال المقر الشهابي بن فضل الله : رأيته ـ يعني القاضي محي الدين بن عبد الظاهر _ ينتسب إلى روح بن زنباع. ومنهم أيضا ً أهل برهمتوش ومشايخها.
ولم يزل بين بني سعد هؤلاء وبين بني وائل العداوة والشحناء والوقائع التي يقتل فيها الجم الغفير من الفريقين، والأمر على ذلك إلى الآن. ومنهم بنو جوشن.
قال المهمندار : ومساكنهم بضواحي القاهرة إلى أطراف الشرقية.
قال الحمداني : ومن سعد جذام : بنو سعد، عرب صرخد.
قال : وبالإسكندرية قوم من جذام. ولم يبين من أي بطون جذام هم.

### البطن الرابع من جذام: بنو زهير
زهير بضم الزاي وفتح الهاء وسكون الياء المثناة من تحت وراء مهملة في الآخر.
ويقال لهم : الزهور أيضا ً.
قال الحمداني : أكثرهم بالشام، والذين منهم بمصر امتزجوا ببني زيد ابن حرام بن جذام، المقدم ذكره، وهم عرب الحوف إلى مايلي أشموم الرمان.
ومنهم : بنو عرين، وبنو شبيب، وبنو عبد الرحمن، وبنو مالك، وبنو عبيد، وبنوعبد القوي، وبنو شاكر – وهم غير شاكر عقبة – وبنوحسن وبنو شما- وهم غير بنو شما آل ربيعة.
ومنهم أيضا ً : البصيلية، والمنيعية، والمسمارية، والجواشنة، والحيارى.
ويجاورهم من جذام أيضا ً : البشابشة، والطواعن، والجوابر، والخضرة، وبنومالك.

### البطن الخامس من جذام: بنو العائذ
العائذ، وذكرهم الحمداني ولم يرفع في نسبهم.
قال في العبر : ومساكنهم فيما بين بلبيس إلى عقبة أيلة إلى الكرك من ناحية فلسطين.
قال في مسالك الأبصار : ودرك هذه الأماكن في الحجيج، حتى تصل العقبة عليهم.

### البطن السادس من جذام:بنو عقبة
بنو عقبة، بضم العين المهملة وسكون القاف وفتح الباء الموحدة وهاء في الآخر.
وهم بنو عقبة بن حرام بن جذام، على الخلاف السابق في نسب مجربة.
قال الحمداني : وديارهم من الشوبك إلى حسمى إلى تبوك إلى تيماء، ثم إلى الحريداء، وهي شرق الحجاز.
وقال في العبر : ديارهم من الكرك إلى الأزلم في برية الحجاز، وعليهم درك الطريق ما بين المدينة النبوية إلى حدود غزة من بلاد الشام.
وقال في مسالك الأبصار : وعليهم درك الحجيج من العقبة إلى الدامان : قال وآخر أمرائهم كان شطي. قال : وكان سلطاننا الملك الناصر – يعني محمد بن قلاوون – قد اقبل عليه إقبالاً أجله فوق السماكين، وألحقه بأمراء آل فضل، وآل مرا، وبني مهدي وأقطعه الإقطاعات الجليلة، وألبسه التشريف الكبير، وأجزل له الحباء، وعمر له ولأهله البيت والخباء.
قال الحمداني : وفرقة منهم بالحجاز الشريف.

### البطن السابع من جذام: بنو طريف
بنو طريف، بفتح الطاء وكسر الراء المهملتين وسكون المثناة التحتية وفاء في الآخر.
ومنهم بني مهدي، بفتح الميم وسكون الدال المهملة وياء مثناة من تحت، وديارهم البلقاء من برية الشام
ومن بني طريف : بنومسهر، بضم الميم وسكون السين المهملة وكسر الهاء وراء مهملة في الآخر، وبنو عجرمة، بفتح العين المهملة وميم مفتوحة ثم هاء.
فأما بنو مهدي فهم أكثرهم عددا ً وأوسعهم نطاقا ً ومنهم : المشاطبة، ومن المشاطبة : أولاد عسكر، والعناترة، والبترات، واليعاقبة، والمطارنة، والعفير، والرويم، والقطاربة، وأولاد الطامية، وبنو دوس، وآل سبأ، والمجابرة، والعجارمة، بنو خالد، والسلمات، والحمالات، والمساهرة، والمغاورة، وبنو عطا، وبنو صاد، وآل شبل، وآل رويم، وهم غير الرويم المقدم ذكرهم _ والمحارقة، وبنو عياض.
قال الحمداني : وهؤلاء ديارهم البلقاء إلى باير إلى الصوان إلى علم أعفر.
وذكر أن حول الكرك منهم بنى داود في جماعات كثيرة منهم.
وأما بنو عجرمة، قبيلة العجارمه وهم العجارمة، فقال الحمداني : كان شيخهم مسعود بن جرير ذا مكانة عالية عند ولاة الأمور.
وأما بنو مسهر، فالذي يظهر أنهم دخلوا في بني مهدي وامتزجوا بهم.

### البطن الثامن من جذام:بنو صخر
بنو صخر بالضبط المعروف، ومنهم الدعجيون. ويقال لهم : الدعجة والعطويين، والصوتيين. قال الحمداني : وبلادهم ما حول الكرك ومنهم طائفة بمصر.
هناك سبع قبائل اسمها بنو صخر اما بنو صخر الطائيه في الاردن حالياً التي تسكن في وسط الاردن تشابه أسماء وليس لها اي علاقة في بنو صخر الجذامية القديمه التي تنتسب لها قبيلة الدعجة. الدعجة كانو يشكلون في مطلع العهد المملوكي فرع من البطن الثامن من جذام

### البطن التاسع من جذام: بنو خصيب
بنو خصيب، بفتح الخاء المعجمة وكسر الصاد المهملة.
قال الحمداني : وهم أشتات بمصر والشام.

### البطن العاشر من جذام: بنو واصل
بنوواصل. قال الحمداني : واصل مقرهم الشام، ووفدت طائفة منهم على المعز أيبك التركماني بالديار المصرية، وأقاموا بها وبقيت بقيتهم بالشام.